# تي إن سريكانتايا
أتشاريا تيرثابورا نانجوندايا شريكانتايا ( (بالكنادية: ತೀರ್ಥಪುರ ನಂಜುಂಡಯ್ಯ ಶ್ರೀಕಂಠಯ್ಯ)‏ ) (26 نوفمبر 1906 - 7 سبتمبر 1966)، والمعروف أيضًا باسم ثي. نام. شري. (ತಿ. ನಂ. ಶ್ರೀ.)، كان شاعرًا لغويًا ولغويًا ومعلمًا في الكانادا.
كان شريكانتايا مفيدًا في إعداد ونشر نسخة الكانادا من دستور الهند في عام 1952. كما يُنسب إليه الفضل في اقتراح مصطلح «Rashtrapathi»، وهو ما يعادل اللغة السنسكريتية لرئيس الهند. عندما كان هُناك نقاشٌ حول المصطلح المكافئ لرئيس الجمهورية الهندية، عضوًا في مجلس الدستور الهندي، كان هو الذي اقترح راشتراباثي، وهي كلمة ذات دلالة مماثلة للرئيس. قُبل المصطلح بالإجماع ولا يزال المصطلح قيد الاستخدام. [بحاجة لمصدر]
حَصل على جائزة بامبا، التي تقدِّمها حكومة ولاية كارناتاكا في 1988.